# 向阳镇 (五常市)
向阳镇是中国黑龙江省哈尔滨市五常市下辖的一个镇，位于五常市东南部。

## 行政区划
现辖：
建国村、群富村、致富村、三好村、三中村、中原村、九三村、齐船口村、爱国村、五家桥村、永明村、保山村、新屯村、永兴村、东新立村、电力村和金界沟村。